# Sajanskij
Sajanskij (ros. Саянский) – osiedle typu miejskiego w Rosji, w Kraju Krasnojarskim, w rejonie rybińskim. W 2010 liczyło 4407 mieszkańców.